# Саламатін Дмитро Альбертович
Дмитро́ Альбе́ртович Салама́тін (26 квітня 1965, Караганда, Казахська РСР, СРСР) — колишній український політик, державний діяч російського походження, колишній народний депутат України, 1-й заступник голови Комітету з питань науки і освіти, член Комітету з питань бюджету (липень 2006), генеральний директор Державного концерну «Укроборонпром» (2010–2012), Міністр оборони України (з 8 лютого 2012 по 24 грудня 2012). Член РНБО (з 17 лютого 2012).
У 2013 році втік з України і переховується за кордоном. У 2020 та 2025 році Саламатіну було оголошено підозру у державній зраді.

## Життєпис

### Освіта
Карагандинський політехнічний інститут (1989), гірничий факультет, «Технологія та комплексна механізація підземної розробки родовищ корисних копалин»; Московський гірничий інститут, курси перепідготовки кадрів (1991), інженер-економіст.

### Кар'єра
- 06.1983-04.1985 — служба в армії.
- З 05.1985 — підземний гірничий очисного вибою, шахта ім. Кузембаєва ВО «Карагандавугілля».
- 09.1989-08.1991 — гірничий майстер видобувної дільниці шахти Сокурська, шахта ім. Кузембаєва, Караганда.
- 09.1991-04.1993 — консультант СП «СИТЭК», Москва (РФ).
- 05.1993-12.1994 — комерційний директор АТЗТ «Русское топливо», Москва (РФ).
- 01.1995-08.1996 — головний експерт, ЗАТ «РОЛ», Москва (РФ).
- 08.1996-12.1997 — гол. консультант, компанія «Мілдер Інтернешнл Лтд», Москва (РФ).
- З 1998 — радник президента Міжнародного гірничого конгресу з питань взаємодії з Україною.
- 04.1999-12.2013 — проживав в Україні.
- З кінця 2013 — під час подій Євромайдану втік з України та переховується від слідства[2].

## Державна діяльність
- 2006—2007 — народний депутат України (Партія регіонів).
- 2010 — директор компанії «Укрспецекспорт».
- 2011 — директор концерну «Укроборонпром».
- 02.2012-12.2012 — Міністр оборони України[3].
- 12.2012-02.2014 — Радник Президента України[4].

### Оборонно-промисловий комплекс України
Діяльність відомств під керівництвом Саламатіна викликала сумніви щодо здатності виконання ними ряду значущих для України контрактів. Так, Саламатіна, його заступника Дмитра Перегудова і наступника Громова пов'язували з провалом півмільярдного контракту на постачання бронетранспортерів для Іраку.
Під керівництвом Саламатіна, ОПК України та міністерство оборони України не виконали низку важливих для України контрактів, зокрема на поставку військової техніки.
Виторг експорту продукції ДП «Укрспецекспорт» і його дочірніх компаній 2011 року збільшилася на 27 % і вперше за всі роки існування перевищив $1 млрд.
Україна почала стратегічне партнерство з Таїландом, куди було відправлено партію українських БТР-3 та танків «Оплот» загалом на 500 млн $.
У 2011 році, перебуваючи на посаді керівника концерну Укроборонпром, взяв участь реформі ОПК України, зокрема, було списано більшу частину заборгованості підприємств ОПК.

## Слідство
14 січня 2019 року за даними Генпрокурора Юрія Луценка, Саламатіну було оголошено підозру про участь у складі злочинної організації Януковича, заволодінні чужим майном в особливо великих розмірах, зловживання службовим становищем та державній зраді в інтересах РФ. Також його підозрювали в підриві обороноздатності, безпеки України.
Так, Саламатін зірвав контракт між Харківським конструкторським бюро з машинобудування, підприємством «Антонов» та СЗТФ «Прогрес» та Міноборони Іраку на постачання, ремонт, обслуговування військової техніки. Це призвело до збитків України на 560 млн $.
24 червня 2020 року, ДБР повідомило про підозру Януковичу, Павлу Лебедєву та Дмитру Саламатіну у скоєнні державної зради.
8 листопада 2021 року, Вищий антикорупційний суд України заочно відправив Дмитра Саламатіна під варту. Разом із Саламатіним заочно був арештований ще один колишній керівник компанії Укрспецекспорт Дмитро Перегудов, який також переховується від правоохоронців - з 2017 року. Їх обох підозрюють у розтраті понад 23,87 млн $. За версією слідства, Саламатін та Перегудов уклали агентську угоду з офшорною компанією General Dynamics Ltd, яка мала б допомагати в укладанні договорів із Міністерством оборони Казахстану та сприяти їх виконанню. Проте фактично фірма нічого не робила, а кошти за це одержала.
6 червня 2025 року Дмитру Саламатіну повідомили про підозру в державній зраді за ухвалення, в період перебування підозрюваним на посаді, рішень про відчуження та реалізацію боєздатного озброєння та військової техніки.

## Родина
- Розлучений.
- Сини Дмитро (1994), Олег (1996) і Степан (2002).
- Батько — Альберт Гергардович Саламатін, 1941 р.н. — працював міністром промисловості Республіки Казахстан[14](1992—1994);, головою Комітету вугільної промисловості при Мінпаливенерго РФ  (1998—2000); лауреат Державної премії СРСР, доктор технічних наук.

## Інтерв'ю
- Министр обороны Саламатин: Проведенную в армии и ОПК работу я бы оценил как наступление по всем фронтам